# 百樂嘉利寶
百樂嘉利寶（英語：Barry Callebaut）是比利时─瑞士可可加工商和巧克力製造商，在2020至2021年平均產量為220萬公噸。總部位於瑞士苏黎世，在全球30多個國家開展業務。